# Jean-Louis Sourbieu
Jean-Louis Sourbieu, né le 14 mai 1903 à Gury et mort le 4 juillet 1957 à Port-Gentil, est un agriculteur, militaire et résistant français, Compagnon de la Libération. 

## Biographie

### Jeunesse
Fils de manouvrier, Jean-Louis Sourbieu naît le 14 mai 1903 à Gury, dans l'Oise. En 1917, son père est fusillé par les allemands en tant que victime civile. Élevé par sa mère, il devient ouvrier agricole. Il effectue son service militaire en 1923, d'abord au 8e régiment de tirailleurs coloniaux puis au 17e régiment de tirailleurs coloniaux au Levant. Rendu à la vie civile, il retourne quelque temps en France avant de partir pour l'Afrique en 1930. Installé au Moyen-Congo, il travaille sur les chantiers du chemin de fer Congo-Océan.

### Seconde Guerre mondiale
Jean-Louis Sourbieu se trouve encore en Afrique lors de la mobilisation de 1939. Rappelé sous les drapeaux, il ne part pas combattre en métropole et, lorsque l'Afrique-Équatoriale française se rallie à la France libre en août 1940, il décide lui-aussi de suivre le général de Gaulle. Engagé dans les forces françaises libres, il est affecté au bataillon de marche no 1 (BM1) et participe à la campagne d'Érythrée, à l'issue de laquelle il est promu sergent, puis à la campagne de Syrie. Après cette dernière, il est muté au bataillon de marche no 11 et promu sergent-chef en octobre 1941. Engagé dans la guerre du désert, il participe à la bataille de Gazala puis retrouve le BM1 avec lequel il poursuit les combats en Libye avant de prendre part à la campagne de Tunisie.
À l'été 1943, Jean-Louis Sourbieux et le BM1 sont intégrés au régiment de marche du Tchad, lui-même subordonné à la 2e division blindée (2e DB). Promu adjudant en janvier 1944, il part ensuite pour l'Angleterre avec son unité en vue du débarquement en Europe. Débarqué à Utah Beach en août 1944 avec la 2e DB, il prend part à la bataille de Normandie et s'y distingue à Nouans en repérant plusieurs canons antichar de 88mm, puis à Ancinnes en capturant un grand nombre d'allemands,. Il participe à la libération de Paris après avoir été promu adjudant-chef puis à la bataille d'Alsace au cours de laquelle il est blessé par un éclat d'obus le 4 janvier 1945 à Gros-Réderching. Il est démobilisé en octobre 1945 après avoir été promu sous-lieutenant en juin précédent.

### Après-Guerre
Réinstallé en Afrique, il travaille au Gabon pour une compagnie forestière puis comme exploitant agricole. Malade, Jean-Louis Sourbieu meurt le 4 juillet 1957 à Port-Gentil. Rapatrié en France, il est inhumé au cimetière du Montparnasse.

## Décorations
|  |  |  |  |  |  |
|  |  |  |  |  |  |
|  |  |  |  |  |  |

| Chevalier de l'Ordre de la Légion d'Honneur Par décret du 30 décembre 1948 | Chevalier de l'Ordre de la Légion d'Honneur Par décret du 30 décembre 1948 | Chevalier de l'Ordre de la Légion d'Honneur Par décret du 30 décembre 1948 | Compagnon de la Libération Par décret du 24 mars 1945         | Compagnon de la Libération Par décret du 24 mars 1945         | Compagnon de la Libération Par décret du 24 mars 1945         | Croix de guerre 1939-1945                                                            | Croix de guerre 1939-1945                                                            | Croix de guerre 1939-1945                                                            |
| Médaille des blessés de guerre                                             | Médaille des blessés de guerre                                             | Médaille des blessés de guerre                                             | Croix du combattant volontaire Avec agrafe "Guerre 1939-1945" | Croix du combattant volontaire Avec agrafe "Guerre 1939-1945" | Croix du combattant volontaire Avec agrafe "Guerre 1939-1945" | Médaille coloniale Avec agrafes "Fezzan-Tripolitaine", "Syrie", "Libye" et "Tunisie" | Médaille coloniale Avec agrafes "Fezzan-Tripolitaine", "Syrie", "Libye" et "Tunisie" | Médaille coloniale Avec agrafes "Fezzan-Tripolitaine", "Syrie", "Libye" et "Tunisie" |
| Médaille commémorative française de la guerre 1939-1945                    | Médaille commémorative française de la guerre 1939-1945                    | Médaille commémorative française de la guerre 1939-1945                    | Médaille commémorative française de la guerre 1939-1945       | Médaille commémorative de Syrie-Cilicie                       | Médaille commémorative de Syrie-Cilicie                       | Médaille commémorative de Syrie-Cilicie                                              | Médaille commémorative de Syrie-Cilicie                                              |                                                                                      |